# Странка Југословена
Странка Југословена (скраћено: СЈ) је назив за политичку странку која је деловала у Југославији на самом почетку демократских промена 1990-их, када је у републикама тадашње СФР Југославије напуштен једнопартијски комунистички систем.
Први републички одбор Странке Југословена је формиран у Загребу 6. марта 1990. године. Њен први председник био је Анте Ерцеговић.
1991. године Изборна Скупштина бира Председника Др Мирка Франческог из Сплита. За председника ИО СЈ-а изабран је Проф. Др Анте Поповић. После експлозије бомбе у адвокатској канцеларији Председника Франческог у Сплиту, он подноси оставку и странку преузима Др Весо Трнинић из Сарајева. Због ратних околности 1993. године из тадашњег Сарајева Др Весо Трнинић сву документацију и печат доставља Винку Перићу у Градишку, код ког се и данас налази већина писане и видео документације те странке.
У Београду је формиран републички одбор 1991. године на оснивачкој скупштини у Хотелу Југославија и њен први председник био је правник Станиша Трифуновић.
Од познатих оснивача Странке Југословена су били: Винко Перић, Емил Влајки, Светозар Ливада, Драго Злопаша, Лука Петровић, Драгутин Илић, Перица Бундало, Перо Вишњић, Анте Поповић, Захарије Трнавчевић, Симо Брајевић, Божидар Милосављевић, Сања Локар, Соња Петровић, Благоје Јосиповић, Блашко Габрић итд.
За разлику од многих тада формираних странака СЈ је настојала деловати на целој територији СФРЈ, а окупљала је грађане који су се у етничком смислу изјашњавали као Југословени. На попису 1991. године у СФРЈ било је преко 19% југословена по својој националној припадности.
Она се у свом програму залагала за очување Југославије, било као федерације, било као унитарне државе подељене на аутономне регије.
С обзиром да се већина становништва свих република осим Србије и Црне Горе углавном опредељивала за странке с националним предзнаком, а у Словенији, Хрватској као и већина грађана у Босни и Херцеговини, за сепаратистичку опцију, а све уз свестрану помоћ страног фактора. Југословени су тада као и данас били игнорисани, омаловажавани, шиканирани, те осим партнерско-коалиционе странке Савеза реформских снага Југославије Анте Марковића већина других су били непријатељски расположени према Југословенима као народу. 
Избијањем грађанског рата и разбијања државе су јој врло брзо и потпуно онемогућили рад, те се Странка Југословена потпуно угасила 1992. године.